# Доли (овца)
Вижте пояснителната страница за други значения на Овца.
Доли (5 юли 1996 – 14 февруари 2003) е домашна овца, която става първият бозайник, успешно клониран от възрастни клетки.
Клонирането е извършено в Рослинския институт в Мидлоудиън, Шотландия, като раждането е публично обявено на 22 февруари 1997 г.
Първоначално овцата е наречена „6LL3“. Името „Доли“ получава по предложение на един от животновъдите, помагали при раждането ѝ, в чест на американската певица Доли Партън, известна с пищния си бюст, тъй като овцата е клонирана от клетки от млечната жлеза..